# Eugen Löbl
Eugen Löbl (Holíč, 14 de mayo de 1907 - Nueva York, 8 de agosto de 1987) fue un economista, político y pedagogo eslovaco de origen judío.

## Biografía
Después de graduarse de la Escuela Superior de Ingeniería Mecánica de Bratislava, estudió en la Universidad de Comercio Mundial de Viena. En los años 1925-1926 trabajó en una oficina de diseño, luego hasta 1938 fue empleado de una compañía de seguros.
Desde muy joven fue de izquierda, se convirtió en miembro de un grupo de intelectuales en torno a la revista DAV. Ingresó en el Partido Comunista en 1931. Bajo el seudónimo de J. Les, publicó en la prensa artículos sobre la Unión Soviética (que visitó en septiembre de 1936) y el folleto Respuesta a André Gide, en el que reacciona críticamente al Regreso de la URSS de André Gide. Sin embargo, la dirección del partido consideró que la crítica de Löbl no era lo suficientemente radical. En 1937, se convirtió en secretario de la Unión de Amigos de la URSS. 
En 1939 el partido lo envió a Cracovia y luego a Londres. Aquí trabajó en el Fondo Fiduciario Checo para Refugiados, una fundación para ayudar a los refugiados checoslovacos, desde 1941 fue secretario de la Unión de Amistad Checoslovaco-Británica. Desde 1943 fue asesor del Ministro de Relaciones Exteriores de la República Checoslovaca del gobierno en el exilio de Jan Masaryk para la economía. También trabajó como alto funcionario en el exilio Ministerio de Reconstrucción Económica. 
Después de regresar a Checoslovaquia en 1945, se convirtió en viceministro de comercio exterior. Fue arrestado en 1949 y luego recluido en prisión preventiva durante tres años. Como uno de los acusados en el juicio Slánský, fue condenado a cadena perpetua en noviembre de 1952 por alta traición, espionaje y sabotaje. En 1955 sufrió un infarto y en el hospital penitenciario de Pankrác, a petición de la Fiscalía General, escribió un informe sobre el juicio y los métodos de investigación utilizados en su preparación. Salió de prisión en 1960. 
Después de su liberación, primero trabajó como almacenista, fue rehabilitado en 1963 y el 1 de abril del año siguiente se convirtió en director de la sucursal regional de SBČS en Bratislava. A partir de 1965 intentó publicar un libro sobre el juicio a Slánsky, pero no pudo ser publicado hasta la época de la Primavera de Praga de 1968. El libro titulado Testimonio sobre el juicio a la dirección del centro de conspiración antiestatal encabezado por Rudolf Slánsky tuvo mucho éxito después de que comenzó la normalización y fue prohibido al año siguiente. El 1 de mayo de 1968, el presidente Ludvík Svoboda otorgó a Eugen Löbl la Orden del Trabajo por "actividad política y pública dedicada y a largo plazo".
Löbl consideró que la invasión de Checoslocaquia por las tropas del Pacto de Varsovia en agosto fue el fin de las esperanzas de reforma económica, razón por la cual emigró poco después. En las Lecciones del desarrollo de la crisis de diciembre de 1970, fue incluido entre los "principales representantes" de las fuerzas que "combatieron desde las posiciones del sionismo" y tuvieron "una influencia significativa en la lucha contra el socialismo en Checoslovaquia".
Entre 1969 y 1976 fue profesor de economía y ciencias políticas en varias universidades de Estados Unidos. Trabajó en el Congreso Mundial de Eslovacos (SKS) como vicepresidente y principal experto económico. Trabajó en estrecha colaboración con el presidente de SKS, Štefan Roman, juntos escribieron el libro de divulgación científica Sociedad Responsable . 

## En la cultura
Sobre el proceso Slánský, el director Costa-Gavras rodó el film L'Aveu (La Confesión) basado en el homónimo libro de Artur London, uno de los supervivientes del proceso, cuyo guion escribió Jorge Semprún. La película, estrenada en 1970, levantó una gran polémica. En 2000, Zuzana Justman rodó el documental A Trial in Prague dedicado al juicio.